# Говард Нортвейт
Говард Нортвейт (норв. Håvard Nordtveit; нар. 21 червня 1990, Ватс, Віндафьорд, Норвегія) — норвезький футболіст, гравець німецького клубу «Гоффенгайм» і збірної Норвегії.

## Клубна кар'єра

### Норвегія
Говард почав свою кар'єру в норвезькому клубі «Ватс 94», де провів 6 сезонів. Потім він перейшов в клуб «Шольд», за який грав в сезонах 2004 і 2005 років. 20 серпня 2006 року він став наймолодшим гравцем норвезького клубу «Гаугесунн». Зіграв у цьому клубі 10 матчів.

### «Арсенал»
Талановитий норвежець викликав інтерес у ряду великих європейських клубів. Однак лондонський «Арсенал» виявився найбільш наполегливим. Менеджер «канонірів» прибув до Норвегії 11 червня 2007 року, щоб підписати контракт з гравцем. Члени правління заявили, що початкова пропозиція по Нортвейту була відхилено. Сам гравець сказав, що його клуб запросив «надприродно високу» плату за трансфер. Ціна, що вказується у норвезьких ЗМІ, оцінювалася в 20 млн норвезьких крон (приблизно 1,5 млн фунтів стерлінгів). Тим не менш, пізніше трансфер відбувся. «Арсенал» заплатив 500 тис. фунтів, а після 40 ігор Говарда за першу команду норвежці отримали б ще 1,5 млн фунтів.

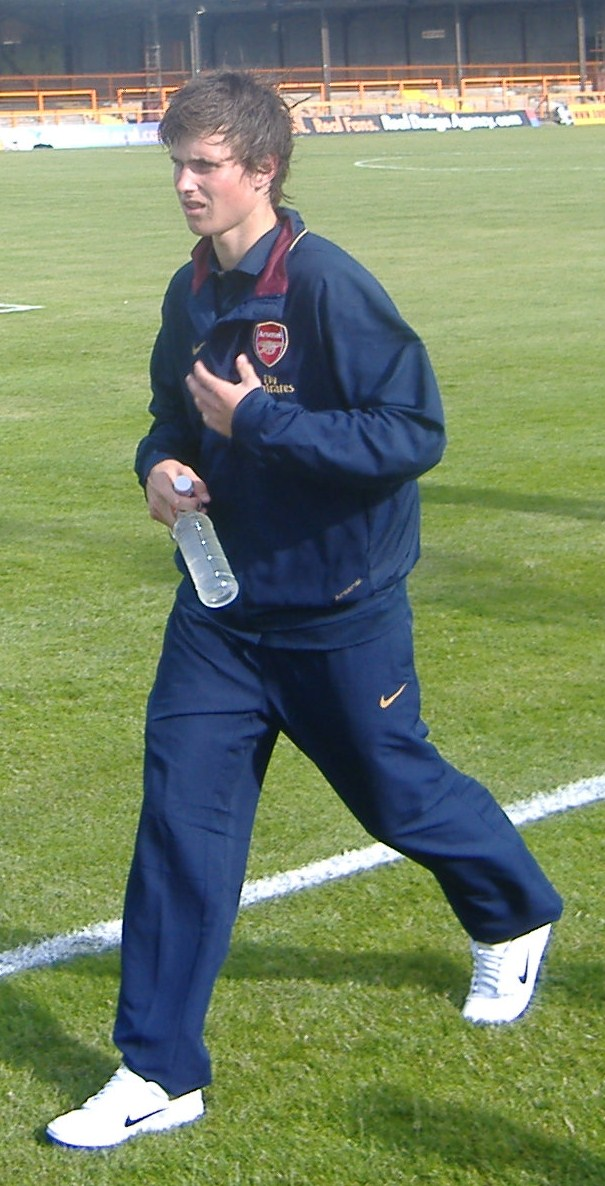
Говард Нортвейт під час виступів за «Арсенал». 14 липня 2007

Капітан «Гаугесунна» Кевін Нікол і колишній тренер збірної Норвегії Нілс Йохан Семб похвалили Говарда, сказавши, що він найталановитіший захисник в Європі.
Дебют Нортвейта за основний склад «Арсеналу» відбувся 14 липня 2007 року в товариському матчі проти «Барнета». У матчах за резерв Нортвейт показав, що зусилля, які «Арсенал» витратив на його придбання, були не марними. Надійний харизматичний захисник став справжнім лідером команди. У першому ж матчі резервістів проти «Фулгема» тренер резервного складу Ніл Банфілд призначив його капітаном. Свій перший гол за резерв Нортвейт забив у матчі проти «Бірмінгема», який завершився поразкою «канонірів» з рахунком 2:3.
Незважаючи на те, що частину сезону Нортвейт пропустив через травму, він потрапив в заявку першої команди на заключний матч сезону 2007/08 проти «Сандерленда», хоча на поле гравець так і не з'явився.
У липні 2008 року Нортвейт знову зіграв за першу команду в товариському матчі проти «Барнета».

### «Саламанка»
18 серпня 2008 року Нортвейт відправився в піврічну оренду в іспанську «Саламанку», разом з іншим молодим гравцем «Арсеналу», Педро Ботельйо. Однак 29 жовтня «Арсенал» достроково повернув норвежця з оренди, оскільки молодий гравець отримував занадто мало ігрового часу. Пізніше «каноніри» розірвали угоду про співпрацю з «Саламанкою», бо їх не влаштовувало ставлення іспанців до орендованих гравців.

### «Ліллестрем»
Провівши кілька матчів за резервну команду «Арсеналу», 10 березня 2009 року Нортвейт відправився в оренду в норвезький «Ліллестрем». Тут Говард завоював місце в основі, хоча майже у всіх матчах грав на позиції правого захисника.

### «Нюрнберг»
28 липня 2009 року Нортвейта взяв в річну оренду німецький клуб «Нюрнберг». Тут Говарду довелося адаптувався до нової для себе позиції опорного півзахисника, і він впорався із завданням. Після матчу зі «Штутгартом», який відбувся 29 серпня, Арсен Венгер навіть особисто зателефонував молодому таланту, щоб привітати його з відмінним матчем.
Але після ряду успішних матчів у Нортвейта настав серйозний спад. Він перестав потрапляти в заявку команди, а коли з'являвся на полі, то демонстрував бляклу гру. По закінченні сезону Говард зізнався, що з нетерпінням чекає можливості перепочити, бо вже грає 2 роки без перерв.

### «Боруссія»

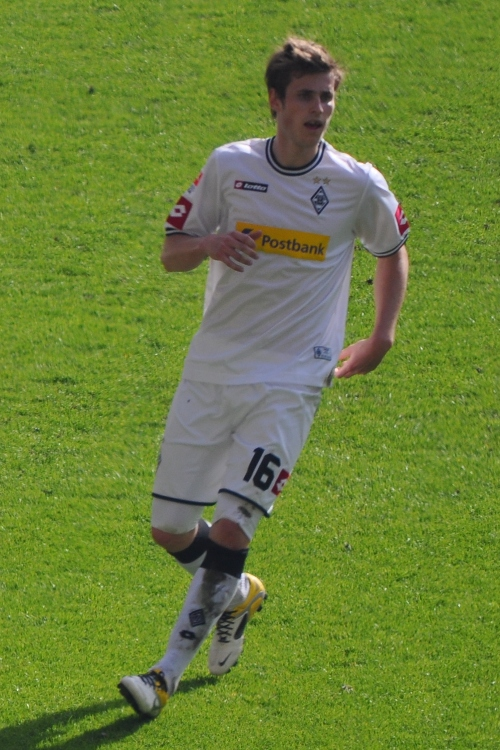
Говард Нортвейт у складі «Боруссії». 10 квітня 2011

30 грудня 2010 року Нортвейт перейшов з лондонського «Арсеналу» в менхенгладбахську «Боруссію». Контракт був підписаний строком на два з половиною роки. Арсен Венгер не хотів продавати талановитого гравця, однак не міг надати йому можливість зіграти за основну команду, чого так хотів Нортвейт.
У «Боруссії» Нортвейт швидко закріпився в основному складі і став одним з її ключових гравців. У німецькому клубі він остаточно перекваліфікувався на опорного півзахисника.
14 березня 2016 року Нортвейт заявив, що не буде продовжувати контракт і покине команду влітку на правах вільного агента.

### «Вест Гем Юнайтед»
16 березня Говард підписав п'ятирічний контракт з «Вест Гемом».

## Статистика
| Клуб                | Сезон             | Ліга | Ліга | Кубки | Кубки | Європа | Європа | Всього | Всього |
| Клуб                | Сезон             | Ігри | Голи | Ігри  | Голи  | Ігри   | Голи   | Ігри   | Голи   |
| ------------------- | ----------------- | ---- | ---- | ----- | ----- | ------ | ------ | ------ | ------ |
| Гаугесунн           | 2006              | 1    | 0    | 0     | 0     | 0      | 0      | 1      | 0      |
| Гаугесунн           | 2007              | 9    | 0    | 2     | 1     | 0      | 0      | 11     | 1      |
| Арсенал             | 2007–08           | 0    | 0    | 0     | 0     | 0      | 0      | 0      | 0      |
| Арсенал             | 2008–09           | 0    | 0    | 0     | 0     | 0      | 0      | 0      | 0      |
| Саламанка (оренда)  | 2008–09           | 3    | 0    | 0     | 0     | 0      | 0      | 3      | 0      |
| Ліллестрем (оренда) | 2009              | 17   | 0    | 4     | 0     | 0      | 0      | 21     | 0      |
| Нюрнберг (оренда)   | 2009–10           | 19   | 0    | 1     | 0     | 0      | 0      | 20     | 0      |
| Всього за кар'єру   | Всього за кар'єру | 49   | 0    | 7     | 1     | 0      | 0      | 56     | 1      |